# 28 anni dopo
28 anni dopo (28 Years Later) è un film del 2025 diretto e co-prodotto da Danny Boyle.
È il terzo capitolo della serie di film iniziata con 28 giorni dopo (2002) e proseguita con 28 settimane dopo (2007). La pellicola segna inoltre il ritorno alla regia di Boyle e alla sceneggiatura di Alex Garland, che avevano lavorato insieme nel primo capitolo, mentre nel secondo rivestivano solamente i ruoli di produttori esecutivi.

## Trama
2002: l'epidemia del virus della rabbia nel Regno Unito raggiunge le Highland scozzesi e alcuni infetti assaltano una casa dove si sono rifugiati alcuni adulti e bambini ancora sani. Un bambino riesce a fuggire verso una chiesa dove il padre, un pastore, sta pregando in vista del Giorno del Giudizio; questi dona al figlio una croce, invitandolo a nascondersi e a scappare, poco prima di essere attaccato e infettato dai rabbiosi.
28 anni dopo gli eventi del primo film e l'inizio dell'epidemia che ha distrutto la Gran Bretagna, l'infezione non è scomparsa ma è stata respinta dall'Europa continentale. Il resto del mondo è riuscito ad evitare la catastrofe abbandonando l'isola a se stessa. Le forze militari straniere pattugliano a diverse miglia nautiche le coste britanniche per impedire che chiunque entri o esca dall'isola in quarantena poiché il rischio di portare nel mondo l'infezione è altissimo. Una piccola comunità di sopravvissuti vive a Lindisfarne, anche nota come Isola Sacra, una piccola isola protetta dall'alta marea dove non esistono dottori né elettricità e gli abitanti sono tornati all'epoca preindustriale.
Jamie decide di portare il figlio Spike sulla terraferma per renderlo finalmente un "uomo", cacciando i suoi primi infetti con arco e frecce e prevedendo di rientrare entro la sera prima dell'alta marea. Imbattutisi in un branco di rabbiosi guidati da un Alpha, un infetto geneticamente modificato dal virus per corporatura, resistenza e intelligenza, sono costretti a rifugiarsi per la notte in una casa abbandonata, inseguiti dagli infetti che si sono evoluti, mangiando la selvaggina per sopravvivere. Durante la notte Jamie avvista in mare aperto un puntino luminoso e la riconosce come una pattuglia navale della quarantena. Durante la notte Jamie avverte che la casa è pericolante e riesce a mettere in salvo se stesso e il figlio poco prima che il solaio crolli. I due decidono di tornare verso Lindisfarne poiché i rumori hanno attirato i rabbiosi, più attivi nelle ore notturne. Vengono così inseguiti dall'Alpha stesso attraverso il sentiero del mare che conduce all'isola. Le difese dell'isola però riescono ad uccidere l'Alpha e padre e figlio vengono tratti in salvo.
Il giorno dopo, Spike preoccupato per la salute di sua madre Isla viene a sapere da un anziano dell'isola che sulla terraferma un grande fuoco che ha visto è dove si trova l'eccentrico dottor Kelson, suo medico di base più di trent'anni prima. Spike così si convince, dopo una brutta lite col padre, a partire di nuovo di nascosto con la madre verso la terraferma per andare da Kelson e trovare una cura per la madre malata. Presto conoscono Erik Sundqvist, un giovane soldato svedese della NATO impulsivo e spaventato, unico sopravvissuto del suo corpo di spedizione sbarcato in Scozia dopo un naufragio.

## Produzione

### Sviluppo
Già nel giugno 2007, poco dopo l'uscita di 28 settimane dopo, la Fox Atomic aveva annunciato che un terzo film di 28 giorni dopo sarebbe stato realizzato a seconda del successo che avrebbe ottenuto invece il secondo capitolo. Nel luglio dello stesso anno, Danny Boyle disse che la storia per un terzo capitolo era stata già delineata. Nell'ottobre 2010 Alex Garland dichiarò che, a causa di differenze riguardanti i diritti del film, il progetto sarebbe ritardato di qualche anno. Nel gennaio 2011 Boyle dichiarò di ritenere che il film sarebbe stato realizzato, confermando anche ulteriori sviluppi per la storia. Nell'aprile 2013, tuttavia, il regista espresse incertezza sulla realizzazione del film. Nel gennaio 2015 Garland ha parlato dello stato del progetto, confermando che, sebbene si trovasse in uno stato di incertezza riguardo alla sua realizzazione, dietro le quinte erano ancora in trattative, ribadendo che lo sviluppo stava procedendo e che la sceneggiatura su cui stava lavorando sarebbe stata provvisoriamente intitolata 28 mesi dopo. Nel giugno 2019 Boyle ha confermato che lui e Garland stavano lavorando al terzo capitolo. Nel marzo 2020 Imogen Poots, una delle protagoniste del precedente film, ha espresso interesse a riprendere il suo ruolo, seguita da Cillian Murphy nel maggio 2021.
Nel novembre 2022 Boyle, Garland e Murphy hanno tutti manifestato il loro interesse a realizzare un terzo film. Nel giugno 2023 Boyle e Garland hanno espresso in collaborazione la loro intenzione di vedere "seriamente" e "diligentemente" il progetto per entrare in produzione, annunciando che la sceneggiatura ora era intitolata 28 anni dopo, riconoscendo gli anni necessari per essere sviluppata. Boyle ha dichiarato che gli piacerebbe servire come regista, a meno che Garland non lo scelga per sé. Nel luglio dello stesso anno, Murphy dichiarò di aver recentemente discusso la possibilità di un terzo film con Boyle; esprimendo ancora una volta interesse a riprendere il suo ruolo se Boyle e Garland tornassero nel franchise nei loro ruoli creativi.
Nel gennaio 2024 è stato annunciato che il terzo film era finalmente in fase di lavorazione e che si sarebbe intitolato 28 anni dopo, con l'intenzione di renderlo il primo di una nuova trilogia. Danny Boyle dirigerà il primo capitolo, con la sceneggiatura scritta da Alex Garland; mentre quest'ultimo scriverà anche le sceneggiature per ciascuno dei sequel previsti, con Nia DaCosta come regista dei restanti film. Boyle, Garland, Andrew Macdonald e Peter Rice fungeranno da produttori. Nel febbraio dello stesso anno, Murphy discusse del suo potenziale coinvolgimento nel progetto; quello stesso mese, MacDonald aveva riacquistato i diritti del primo film da Searchlight Pictures, vendendolo prontamente a Sony Pictures per la futura distribuzione, così come i diritti sui futuri sequel. Nel 2024 Garland confermò che stava scrivendo una trilogia di film sequel.
Nell'aprile 2024 Aaron Taylor-Johnson, Jodie Comer e Ralph Fiennes si sono uniti al cast, seguiti poi da Jack O'Connell. Inizialmente lo stesso Cillian Murphy era stato ingaggiato per riprendere il ruolo che aveva ricoperto nel primo film, ma nel gennaio 2025 il produttore Andrew Macdonald dichiarò che l'attore non avrebbe fatto parte del cast, ricoprendo invece il solo ruolo di produttore esecutivo.
Il budget di produzione del film è stato di 60 milioni di dollari.

### Riprese
Le riprese del film, realizzate (in parte) con un iPhone 15 Pro Max incorporato con l'ausilio di lenti e attrezzature speciali, sono cominciate a maggio 2024 nel Northumberland, in Inghilterra, e sono terminate a fine luglio dello stesso anno. Le altre camere usate sono state: Panasonic AU-EVA1, GoPro Hero 4K e il drone  DJI Inspire 3.      

## Promozione
Il primo trailer è stato distribuito il 10 dicembre 2024.

## Distribuzione
Il film è stato distribuito nelle sale italiane dal 18 giugno 2025 e in quelle britanniche e nordamericane dal 20 giugno.

## Accoglienza

### Incassi
A fronte di un budget di 60 milioni di dollari, il film ha incassato 70446897 $ in Nord America e 80000000 $ nel resto del mondo, per un totale di 150446897 $. In Italia ha incassato 1612056 €.

### Critica
Il film ha ricevuto un ottimo riscontro dalla critica: su Rotten Tomatoes l'88% delle recensioni è positivo, su Metacritic il voto medio è di 77/100.
Il web magazine Movieplayer.it, in una recensione a firma di Erika Sciamanna, ha accolto positivamente il sequel di Danny Boyle, parlando di «un film profondo e complesso», anche grazie allo script di Alex Garland che colpisce con «tematiche e personaggi spaventosamente reali».
Kyle Smith del The Wall Street Journal, criticando le molte incongruenze, è meno positivo nel confronto della pellicola, scrivendo: «Il signor Boyle ha realizzato più della sua giusta quota di film memorabili, ma ha anche consegnato alcuni film puzzolenti e sfortunatamente il suo nuovo film porta con sé il profumo di un'ascella di zombie». Adam Graham di The Detroit News gli assegna una "D", definendolo "un mix irregolare di crudeltà da film horror e malinconia umana che non trova mai un terreno stabile o un tono coerente e può far vacillare gli spettatori per la violenza del genere."

## Sequel
Il film sarà il primo di una nuova trilogia, con il sequel dal titolo 28 anni dopo - Parte 2: Il tempio delle ossa che sarà diretto da Nia DaCosta e la cui uscita nelle sale britanniche e americane è prevista per il 16 gennaio 2026. Nel gennaio del 2025 è stato rivelato che Danny Boyle avrebbe diretto la terza parte della trilogia nel caso il primo film dovesse rivelarsi un successo.